# Prunum pyrumoides
Prunum pyrumoides is een slakkensoort uit de familie van de Marginellidae. De wetenschappelijke naam van de soort is voor het eerst geldig gepubliceerd in 1999 door Lussi & G. Smith.